# Films américains sortis en 1936
Listes de films américains
- 1932
- 1933
- 1934
- 1935
- 1936
- 1937
- 1938
- 1939
- 1940

Liste (non exhaustive) de films américains sortis en 1936.

The Great Ziegfeld  remporte l'Oscar du meilleur film à la 9e cérémonie des Oscars.

## A-Z (ordre alphabétique des titres en anglais)
| Titre                                                    | Réalisateur                                  | Distribution                                             | Genre                           | Note           |  |
| -------------------------------------------------------- | -------------------------------------------- | -------------------------------------------------------- | ------------------------------- | -------------- |  |
| 15 Maiden Lane                                           | Allan Dwan                                   | Claire Trevor, Cesar Romero, Lloyd Nolan                 | Drame, policier                 |                |  |
| 36 Hours to Kill                                         | Eugene Forde                                 | Brian Donlevy, Gloria Stuart, Warren Hymer               | Drame, policier, romance        |                |  |
| Absolute Quiet                                           | George B. Seitz                              | Lionel Atwill, Raymond Walburn, Irene Hervey             | Comédie, drame                  |                |  |
| Le Doigt qui accuse (The Accusing Finger)                | James P. Hogan                               | Paul Kelly, Kent Taylor, Marsha Hunt                     | Drame, policier                 |                |  |
| Aces and Eights                                          | Sam Newfield                                 | Tim McCoy, Luana Walters, Rex Lease                      | Western                         |                |  |
| Nick, gentleman détective (After the Thin Man)           | W. S. Van Dyke                               | William Powell, Myrna Loy, James Stewart et Elissa Landi | Comédie, film à énigme          |                |  |
| All American Chump                                       | Edwin L. Marin                               | Stuart Erwin, Betty Furness, Edmund Gwenn                | Comédie                         |                |  |
| Along Came Love                                          | Bert Lytell                                  | Irene Hervey, H. B. Warner, Charles Starrett             | Comédie                         |                |  |
| And So They Were Married                                 | Elliott Nugent                               | Mary Astor, Melvyn Douglas, Edith Fellows                | Comédie, romance                |                |  |
| Anthony Adverse                                          | Mervyn LeRoy                                 | Fredric March, Olivia de Havilland, Marilyn Knowlden     | Drame, romance                  |                |  |
| Transatlantic Follies (Anything Goes)                    | Lewis Milestone                              | Bing Crosby, Ethel Merman, Ida Lupino                    | Comédie, romance, musical       |                |  |
| Saint-Louis Blues (Banjo on My Knee)                     | John Cromwell                                | Barbara Stanwyck, Joel McCrea, Walter Brennan            | Comédie musicale                |                |  |
| L'Ennemie bien-aimée (Beloved Enemy)                     | H. C. Potter                                 | Merle Oberon, Brian Aherne, David Niven                  | Drame                           |                |  |
| Bengal Tiger                                             | Louis King                                   | Barton MacLane, June Travis                              | Drame, aventure                 |                |  |
| Beyond the Caribbean                                     | Andre Roosevelt, Ewing Scott                 | Andre Roosevelt, Carol Jeffries                          | Drame, aventure                 |                |  |
| The Big Broadcast of 1937                                | Mitchell Leisen                              | Jack Benny, George Burns, Gracie Allen                   | Comédie musicale                |                |  |
| Empreintes digitales (Big Brown Eyes)                    | Raoul Walsh                                  | Cary Grant, Joan Bennett, Walter Pidgeon                 | Comédie, Film à énigme          |                |  |
| The Big Game                                             | George Nichols, Jr.                          | James Gleason, Bruce Cabot, June Travis                  | Drame, romance,                 | Film de sports |  |
| The Big Noise                                            | Frank McDonald                               | Guy Kibbee, Warren Hull, Alma Lloyd                      | Comédie policière               |                |  |
| The Big Show                                             | Mack V. Wright                               | Gene Autry, Sons of the Pioneers                         | Western, musical                |                |  |
| The Bohemian Girl                                        | James W. Horne, Charley Rogers               | Stan Laurel, Oliver Hardy, Mae Busch                     | Comédie                         |                |  |
| Border Flight                                            | Otho Lovering                                | Frances Farmer, John Howard, Grant Withers               | Drame, aventure                 |                |  |
| Born to Dance                                            | Roy Del Ruth                                 | Eleanor Powell, James Stewart, Virginia Bruce            | Comédie musicale                |                |  |
| Born to Fight                                            | Charles Hutchison                            | Frankie Darro, Jack La Rue, Sheila Bromley               | Drame                           |                |  |
| Carolyn veut divorcer                                    | Leigh Jason                                  | Barbara Stanwyck, Gene Raymond, Hattie McDaniel          | Comédie                         |                |  |
| The Bridge of Sighs                                      | Phil Rosen                                   | Onslow Stevens, Dorothy Tree, Walter Byron               | Drame                           |                |  |
| Guerre au crime (Bullets or Ballots)                     | William Keighley                             | Edward G. Robinson, Barton MacLane, Humphrey Bogart      | Drame, policier                 |                |  |
| Caïn et Mabel (Cain and Mabel)                           | Lloyd Bacon                                  | Marion Davies, Clark Gable, Allen Jenkins                | Comédie romantique              |                |  |
| Le Roman de Marguerite Gautier (Camille)                 | George Cukor                                 | Greta Garbo, Robert Taylor, Lionel Barrymore             | Drame, romance                  |                |  |
| Can This Be Dixie?                                       | George Marshall                              | Jane Withers, Slim Summerville, Hattie McDaniel          | Comédie musicale                |                |  |
| Captain Calamity                                         | John Reinhardt                               | George Houston, Marian Nixon, Vince Barnett              | Aventure, romance               |                |  |
| Capitaine Janvier (Captain January)                      | David Butler                                 | Shirley Temple, Buddy Ebsen, Guy Kibbee                  | Film musical                    |                |  |
| The Case Against Mrs. Ames                               | William A. Seiter                            | Madeleine Carroll, George Brent, Beulah Bondi            | Drame                           |                |  |
| The Case of the Black Cat (en)                           | William C. McGann                            | Ricardo Cortez, June Travis, Guy Usher                   | Drame, mystery                  |                |  |
| Ceiling Zero                                             | Howard Hawks                                 | James Cagney, Pat O'Brien, Barton MacLane                | Drame, Aventure                 |                |  |
| The Charge of the Light Brigade                          | Michael Curtiz                               | Errol Flynn, Olivia de Havilland, Donald Crisp           | Drame, aventure                 |                |  |
| Charlie Chan at the Opera                                | H. Bruce Humberstone                         | Warner Oland, Keye Luke, Boris Karloff                   | Comédie, Film à énigme          |                |  |
| Chatterbox                                               | George Nichols, Jr.                          | Anne Shirley, Phillips Holmes, Lucille Ball              | Comédie, drame                  |                |  |
| China Clipper                                            | Ray Enright                                  | Pat O'Brien, Ross Alexander, Humphrey Bogart             | Drame                           |                |  |
| Colleen                                                  | Alfred E. Green                              | Dick Powell, Joan Blondell, Hugh Herbert                 | Comédie musicale                |                |  |
| College Holiday                                          | Frank Tuttle                                 | George Burns, Gracie Allen, Jack Benny                   | Comédie                         |                |  |
| Le Vandale (Come and Get It)                             | Howard Hawks, William Wyler                  | Edward Arnold, Joel McCrea, Frances Farmer               | Drame                           |                |  |
| Counterfeit                                              | Erle C. Kenton                               | Lloyd Nolan, Chester Morris, George McKay                | Drame, policier                 |                |  |
| The Country Doctor                                       | Henry King                                   | Jean Hersholt, Jane Darwell, John Qualen                 | Drame                           |                |  |
| Crack Up                                                 | Malcolm St. Clair                            | Peter Lorre, Brian Donlevy, Helen Wood                   | Drame                           |                |  |
| Craig's Wife                                             | Dorothy Arzner                               | Rosalind Russell, John Boles, Alma Kruger                | Drame                           |                |  |
| L'Agent cyclone (en) (Crash Donovan)                     | William Nigh                                 | Jack Holt, Ward Bond, Nan Grey                           | Drame, policier                 |                |  |
| Dangerous Waters                                         | Lambert Hillyer                              | Robert Armstrong, Jack Holt, Edwin Maxwell               | Drame                           |                |  |
| Daniel Boone                                             | David Howard                                 | George O'Brien, Heather Angel, John Carradine            | Western                         |                |  |
| La Mort dans les nuages (Death in the Air)               | Elmer Clifton                                | Henry Hall, Wheeler Oakman, Leon Ames                    | Drame, Film à énigme            |                |  |
| Désir (Desire)                                           | Frank Borzage                                | Marlene Dietrich, Gary Cooper, William Frawley           | Comédie, Drame                  |                |  |
| Devil's Squadron                                         | Erle C. Kenton                               | Richard Dix, Lloyd Nolan, Karen Morley                   | Drame, action                   |                |  |
| Les Poupées du diable (The Devil-Doll)                   | Tod Browning                                 | Lionel Barrymore, Maureen O'Sullivan, Pedro de Cordoba   | Drame, horreur, Science-fiction |                |  |
| Dimples                                                  | William A. Seiter                            | Shirley Temple, Frank Morgan                             | Film musical                    |                |  |
| Dodsworth                                                | William Wyler                                | Walter Huston, Ruth Chatterton, Mary Astor               | Drame                           |                |  |
| Doughnuts and Society                                    | Lewis D. Collins                             | Maude Eburne, Louise Fazenda, Franklin Pangborn          | Comédie                         |                |  |
| Down the Stretch                                         | William Clemens                              | Willie Best, Mickey Rooney, Patricia Ellis               | Drame                           |                |  |
| La Fille de Dracula (Dracula's Daughter)                 | Lambert Hillyer                              | Otto Kruger, Gloria Holden, John Carradine               | Horreur                         |                |  |
| Early to Bed                                             | Norman Z. McLeod                             | Charles Ruggles, Mary Boland, Lucien Littlefield         | Comédie                         |                |  |
| Ellis Island                                             | Phil Rosen                                   | Donald Cook, Peggy Shannon, Bradley Page                 | Drame, policier                 |                |  |
| Empty Saddles                                            | Lesley Selander                              | Buck Jones, Louise Brooks                                | Western                         |                |  |
| Everybody's Old Man                                      | James Flood                                  | Irvin S. Cobb, Rochelle Hudson, Sara Haden               | Comédie, drame                  |                |  |
| Exclusive Story                                          | George B. Seitz                              | Franchot Tone, Madge Evans, Joseph Calleia               | Drame                           |                |  |
| A Face in the Fog                                        | Robert F. Hill                               | Lawrence Gray, June Collyer, Forrest Taylor              | Drame, Film à énigme            |                |  |
| The Farmer in the Dell                                   | Ben Holmes                                   | Frank Albertson, Moroni Olsen, Lucille Ball              | Comédie                         |                |  |
| Fatal Lady                                               | Edward Ludwig                                | Mary Ellis, Ruth Donnelly, Samuel S. Hinds               | Drame                           |                |  |
| First Baby                                               | Lewis Seiler                                 | Marjorie Gateson, Shirley Deane, Hattie McDaniel         | Comédie                         |                |  |
| Florida Special                                          | Ralph Murphy                                 | Frances Drake, Jack Oakie, Claude Gillingwater           | Comédie, Drame                  |                |  |
| En suivant la flotte (Follow the Fleet)                  | Mark Sandrich                                | Fred Astaire, Ginger Rogers, Lucille Ball                | Comédie musicale                |                |  |
| Follow Your Heart                                        | Aubrey Scotto                                | Marion Talley, Michael Bartlett, Nigel Bruce             | Drame, musical                  |                |  |
| Frankie and Johnnie                                      | John H. Auer, Chester Erskine                | Helen Morgan, Chester Morris, Walter Kingsford           | Drame                           |                |  |
| Freshman Love                                            | William C. McGann                            | Frank McHugh, Patricia Ellis, Mary Treen                 | Comédie musicale                |                |  |
| Furie (Fury)                                             | Fritz Lang                                   | Spencer Tracy, Sylvia Sidney, Walter Brennan             | Drame, policier                 |                |  |
| Gambling with Souls                                      | Elmer Clifton                                | Gay Sheridan, Wheeler Oakman, Bryant Washburn            | Drame, policier                 |                |  |
| Le général est mort à l'aube (The General Died at Dawn)  | Lewis Milestone                              | Gary Cooper, Madeleine Carroll, Dudley Digges            | Drame, aventure                 |                |  |
| The Girl on the Front Page                               | Harry Beaumont                               | Gloria Stuart, Edmund Lowe, Spring Byington              | Comédie, drame                  |                |  |
| Go West, Young Man                                       | Henry Hathaway                               | Mae West, Warren William, Alice Brady                    | Comédie                         |                |  |
| En parade (Gold Diggers of 1937)                         | Busby Berkeley, Lloyd Bacon                  | Dick Powell, Joan Blondell, Victor Moore                 | Comédie musicale                |                |  |
| The Golden Arrow                                         | Alfred E. Green                              | Bette Davis, George Brent, Eugene Pallette               | Comédie, drame                  |                |  |
| L'Enchanteresse (The Gorgeous Hussy)                     | Clarence Brown                               | Lionel Barrymore, Joan Crawford, Robert Taylor           | Drame                           |                |  |
| Le Grand Ziegfeld (The Great Ziegfeld)                   | Robert Z. Leonard                            | William Powell, Myrna Loy, Luise Rainer, Nat Pendleton   | Biographie musicale             |                |  |
| Les Verts Pâturages (The Green Pastures)                 | William Keighley                             | Rex Ingram, Al Stokes, Eddie Anderson                    | Fantasy                         |                |  |
| Hearts Divided                                           | Frank Borzage                                | Claude Rains, Dick Powell, Marion Davies                 | Comédie, drame, musical         |                |  |
| Her Master's Voice                                       | Joseph Santley                               | Edward Everett Horton, Peggy Conklin, Laura Hope Crews   | Comédie                         |                |  |
| His Brother's Wife                                       | W. S. Van Dyke                               | Robert Taylor, Barbara Stanwyck, Jean Hersholt           | Drame                           |                |  |
| Hollywood Boulevard (Hollywood Boulevard)                | Robert Florey                                | John Halliday, Robert Cummings, Marsha Hunt              | Drame                           |                |  |
| Hopalong Cassidy Returns                                 | Nate Watt                                    | William Boyd, Gabby Hayes, Gail Sheridan                 | Western                         |                |  |
| Hot Money                                                | William C. McGann                            | Joseph Cawthorn, Beverly Roberts, Ross Alexander         | Comédie                         |                |  |
| House of Secrets                                         | Roland D. Reed                               | Muriel Evans, Leslie Fenton, Noel Madison                | Drame, mystère                  |                |  |
| I Conquer the Sea!                                       | Victor Halperin                              | Dennis Morgan, Steffi Duna, Douglas Walton               | Drame                           |                |  |
| I Married a Doctor                                       | Archie Mayo                                  | Pat O'Brien, Josephine Hutchinson, Ross Alexander        | Drame                           |                |  |
| The Invisible Ray                                        | Lambert Hillyer                              | Boris Karloff, Bela Lugosi, Frances Drake                | Science-fiction, horreur        |                |  |
| Isle of Fury                                             | Frank McDonald                               | Humphrey Bogart, Margaret Lindsay, Donald Woods          | Drame, aventure                 |                |  |
| C'était inévitable (It Had to Happen)                    | Roy Del Ruth                                 | George Raft, Rosalind Russell, Alan Dinehart             | Drame                           |                |  |
| Hula, fille de la brousse (The Jungle Princess)          | Wilhelm Thiele                               | Dorothy Lamour, Ray Milland, Molly Lamont                | Drame, aventure                 |                |  |
| King of Burlesque                                        | Sidney Lanfield                              | Warner Baxter, Alice Faye, Fats Waller                   | Comédie, drame, musical         |                |  |
| Sa Majesté est de sortie (The King Steps Out)            | Josef von Sternberg                          | Grace Moore, Franchot Tone, Victor Jory                  | Film musical                    |                |  |
| Quatre Femmes à la recherche du bonheur (Ladies in Love) | Edward H. Griffith                           | Loretta Young, Janet Gaynor, Don Ameche                  | Comédie romantique              |                |  |
| Lady of Secrets                                          | Marion Gering                                | Ruth Chatterton, Lionel Atwill, Otto Kruger              | Drame                           |                |  |
| Le Dernier des Mohicans (The Last of the Mohicans)       | George B. Seitz                              | Randolph Scott, Bruce Cabot, Henry Wilcoxon              | Drame, aventure                 |                |  |
| The Lawless Nineties                                     | Joseph Kane                                  | John Wayne, Ann Rutherford, Gabby Hayes                  | Western                         |                |  |
| The Leathernecks Have Landed                             | Howard Bretherton                            | Lew Ayres, Clay Clement, Ward Bond                       | Drame, aventure                 |                |  |
| Legion of Terror                                         | Charles C. Coleman                           | Bruce Cabot, Ward Bond, Marguerite Churchill             | Drame, policier                 |                |  |
| Une fine mouche (Libeled Lady)                           | Jack Conway                                  | Jean Harlow, William Powell, Spencer Tracy               | Comédie romantique              |                |  |
| Le Petit Lord Fauntleroy (Little Lord Fauntleroy)        | John Cromwell                                | Freddie Bartholomew, C. Aubrey Smith, Mickey Rooney      | Comédie, drame                  |                |  |
| Le Pacte (Lloyd's of London)                             | Henry King                                   | Freddie Bartholomew, Madeleine Carroll, Tyrone Power     | Film historique                 |                |  |
| Love Before Breakfast                                    | Walter Lang                                  | Carole Lombard, Cesar Romero, Preston Foster             | Comédie                         |                |  |
| Loufoque et Cie (Love on the Run)                        | W. S. Van Dyke                               | Joan Crawford, Clark Gable, Franchot Tone                | Comédie romantique              |                |  |
| The Luckiest Girl in the World                           | Edward Buzzell                               | Jane Wyatt, Eugene Pallette, Catherine Doucet            | Comédie                         |                |  |
| Lucky Terror                                             | Alan James                                   | Hoot Gibson, Charles Hill, Lona Andre                    | Western                         |                |  |
| Mad Holiday                                              | George B. Seitz                              | Edmund Lowe, Elissa Landi, Zasu Pitts                    | Comédie, Film à énigme          |                |  |
| La Brute magnifique (Magnificent Brute)                  | John G. Blystone                             | Victor McLaglen, William Hall, Jean Dixon                | Drame                           |                |  |
| Make Way for a Lady                                      | David Burton                                 | Anne Shirley, Herbert Marshall, Gertrude Michael         | Comédie                         |                |  |
| Man of the Frontier                                      | B. Reeves Eason                              | Gene Autry, Smiley Burnette                              | Western                         |                |  |
| The Man Who Lived Twice                                  | Harry Lachman                                | Ralph Bellamy, Thurston Hall, Isabel Jewell              | Drame, policier                 |                |  |
| Marihuana                                                | Dwain Esper                                  | Hugh McArthur, Dorothy Dehn, Paul Ellis                  | Drame                           |                |  |
| Marie Stuart (Mary of Scotland)                          | John Ford                                    | Katharine Hepburn, Fredric March, Moroni Olsen           | Drame                           |                |  |
| A Message to Garcia                                      | George Marshall                              | John Boles, Barbara Stanwyck, Wallace Beery              | Film de guerre                  |                |  |
| Soupe au lait (The Milky Way)                            | Leo McCarey                                  | Harold Lloyd, Adolphe Menjou, Helen Mack                 | Comédie                         |                |  |
| Mind Your Own Business                                   | Norman Z. McLeod                             | Charles Ruggles, Alice Brady, Gene Lockhart              | Comédie                         |                |  |
| Missing Girls                                            | Phil Rosen                                   | Roger Pryor, Muriel Evans, Noel Madison                  | Drame, policier                 |                |  |
| Les Temps modernes (Modern Times)                        | Charles Chaplin                              | Charles Chaplin, Paulette Goddard                        | Comédie, drame                  |                |  |
| Le Diable au corps                                       | William A. Seiter                            | Henry Fonda, Margaret Sullavan, Walter Brennan           | Comédie romantique              |                |  |
| More Than a Secretary                                    | Alfred E. Green                              | Jean Arthur, George Brent, Ruth Donnelly                 | Comédie romantique              |                |  |
| Mr. Deeds Goes to Town                                   | Frank Capra                                  | Gary Cooper, Jean Arthur, Lionel Stander                 | Comédie romantique              |                |  |
| My Man Godfrey                                           | Gregory La Cava                              | William Powell, Carole Lombard, Eugene Pallette          | Comédie, romance                |                |  |
| Épreuves (Next Time We Love)                             | Edward H. Griffith                           | James Stewart, Margaret Sullavan, Ray Milland            | Drame, romance                  |                |  |
| Night Waitress                                           | Lew Landers                                  | Margot Grahame, Gordon Jones, Billy Gilbert (1894-1971)  | Drame, policier                 |                |  |
| One in a Million                                         | Sidney Lanfield                              | Sonja Henie, Adolphe Menjou, Don Ameche                  | Comédie musicale                |                |  |
| One Rainy Afternoon                                      | Rowland V. Lee                               | Ida Lupino, Hugh Herbert, Roland Young                   | Comédie                         |                |  |
| C'est donc ton frère (Our Relations)                     | Harry Lachman                                | Stan Laurel, Oliver Hardy, Alan Hale                     | Comédie                         |                |  |
| Palm Springs                                             | Aubrey Scotto                                | Frances Langford, Guy Standing                           | Drame                           |                |  |
| Parole!                                                  | Lew Landers                                  | Henry Hunter, Ann Preston, Anthony Quinn                 | Drame, policier                 |                |  |
| La Chanson à deux sous (Pennies from Heaven)             | Norman Z. McLeod                             | Bing Crosby, Madge Evans, Louis Armstrong                | Comédie, drame, musical         |                |  |
| La Forêt pétrifiée (The Petrified Forest)                | Archie Mayo                                  | Bette Davis, Leslie Howard, Humphrey Bogart              | Drame, policier                 |                |  |
| Une aventure de Buffalo Bill (The Plainsman)             | Cecil B. DeMille                             | Gary Cooper, Jean Arthur, James Ellison                  | Western, film de guerre         |                |  |
| Pauvre petite fille riche (Poor Little Rich Girl)        | Irving Cummings                              | Shirley Temple, Alice Faye, Jack Haley                   | Film musical                    |                |  |
| The President's Mystery                                  | Phil Rosen                                   | Henry Wilcoxon, Sidney Blackmer, Betty Furness           | Drame, mystère                  |                |  |
| The Prisoner of Shark Island                             | John Ford                                    | Warner Baxter, Gloria Stuart                             | Biographie                      |                |  |
| Private Number                                           | Roy Del Ruth                                 | Loretta Young, Robert Taylor                             | Drame                           |                |  |
| Reefer Madness                                           | Louis J. Gasnier                             | Dorothy Short, Kenneth Craig                             | Film d'exploitation             |                |  |
| Reunion                                                  | Norman Taurog                                | Jean Hersholt, Rochelle Hudson, les sœurs Dionne         | Comédie                         |                |  |
| Revolt of the Zombies                                    | Victor Halperin                              | Dean Jagger, Dorothy Stone, Roy D'Arcy                   | Drame, horreur                  |                |  |
| Riffraff                                                 | J. Walter Ruben                              | Spencer Tracy, Jean Harlow, Mickey Rooney                | Comédie, drame, policier        |                |  |
| Road Gang                                                | Louis King                                   | Donald Woods, Kay Linaker                                | Drame                           |                |  |
| The Road to Glory                                        | Howard Hawks                                 | Lionel Barrymore, Fredric March, June Lang               | Drame, film de guerre           |                |  |
| Roaming Lady                                             | Albert S. Rogell                             | Fay Wray, Thurston Hall, Ralph Bellamy                   | Drame                           |                |  |
| La Taverne maudite                                       | Robert F. Hill                               | Wallace Ford, Joan Woodbury, Barbara Pepper              | Comédie, drame, horreur         |                |  |
| Romeo and Juliet                                         | George Cukor                                 | Norma Shearer, Leslie Howard, John Barrymore             | Drame                           |                |  |
| Rose Marie                                               | W. S. Van Dyke                               | Jeanette MacDonald, Nelson Eddy, James Stewart           | Western, musical                |                |  |
| San Francisco                                            | Oliver T. Marsh, W. S. Van Dyke              | Clark Gable, Jeanette MacDonald, Spencer Tracy           | Drame, aventure, musical        |                |  |
| Satan Met a Lady                                         | William Dieterle                             | Bette Davis, Warren William, Alison Skipworth            | Comédie, drame                  |                |  |
| Show Boat                                                | James Whale                                  | Irene Dunne, Allan Jones, Paul Robeson                   | Comédie musicale                |                |  |
| Silver Spurs                                             | Ray Taylor                                   | Gabby Hayes, Buck Jones, Muriel Evans                    | Western                         |                |  |
| Sing Me a Love Song                                      | Ray Enright                                  | James Melton, Patricia Ellis, ZaSu Pitts                 | Comédie musicale                |                |  |
| The Singing Kid                                          | William Keighley                             | Al Jolson, Sybil Jason, Beverley Roberts                 | Film musical                    |                |  |
| La Petite Provinciale (Small Town Girl)                  | William A. Wellman                           | Robert Taylor, Janet Gaynor, James Stewart               | Comédie, drame                  |                |  |
| Smartest Girl in Town                                    | Joseph Santley                               | Ann Sothern, Gene Raymond, Eric Blore                    | Comédie                         |                |  |
| Special Investigator                                     | Louis King                                   | Richard Dix, Margaret Callahan, Owen Davis, Jr.          | Drame, policier                 |                |  |
| Spendthrift                                              | Raoul Walsh                                  | Henry Fonda, Pat Paterson et Mary Brian                  | Romance                         |                |  |
| Stage Struck                                             | Busby Berkeley                               | Dick Powell, Joan Blondell, Frank McHugh                 | Comédie musicale                |                |  |
| Star for a Night                                         | Lewis Seiler                                 | Claire Trevor, Jane Darwell, Dean Jagger                 | Drame                           |                |  |
| The Story of Louis Pasteur                               | William Dieterle                             | Paul Muni, Josephine Hutchinson, Anita Louise            | Biographie                      |                |  |
| Stowaway                                                 | William A. Seiter                            | Shirley Temple, Robert Young, Eugene Pallette            | Comédie musicale                |                |  |
| Sutter's Gold                                            | James Cruze                                  | Edward Arnold, Lee Tracy, Montagu Love                   | Drame, Western                  |                |  |
| Suzy                                                     | George Fitzmaurice                           | Jean Harlow, Franchot Tone, Cary Grant                   | Drame                           |                |  |
| Sur les ailes de la danse (Swing Time)                   | George Stevens                               | Fred Astaire, Ginger Rogers, Victor Moore                | Comédie musicale                |                |  |
| Sworn Enemy                                              | Edwin L. Marin                               | Florence Rice, Robert Young, Joseph Calleia              | Drame, policier                 |                |  |
| Tango                                                    | Phil Rosen                                   | Marian Nixon, Chick Chandler, Franklin Pangborn          | Drame                           |                |  |
| Tarzan s'évade (Tarzan Escapes)                          | Richard Thorpe, John Farrow et Gustav Diessl | Maureen O'Sullivan, Johnny Weissmuller, Everett Brown    | Drame, aventure                 |                |  |
| The Texas Rangers                                        | King Vidor                                   | Fred MacMurray, Jean Parker, Jack Oakie                  | Western                         |                |  |
| That Girl from Paris                                     | Leigh Jason                                  | Lily Pons, Gene Raymond, Lucille Ball                    | Comédie musicale                |                |  |
| Théodora devient folle (Theodora Goes Wild)              | Richard Boleslawski                          | Irene Dunne, Melvyn Douglas, Thurston Hall               | Comédie                         |                |  |
| Ils étaient trois (These Three)                          | William Wyler                                | Merle Oberon, Miriam Hopkins, Joel McCrea                | Drame                           |                |  |
| They Met in a Taxi                                       | Alfred E. Green                              | Fay Wray, Chester Morris, Raymond Walburn                | Comédie                         |                |  |
| Thirteen Hours by Air                                    | Mitchell Leisen                              | Fred MacMurray, Joan Bennett, ZaSu Pitts                 | Drame                           |                |  |
| Three Godfathers                                         | Richard Boleslawski                          | Chester Morris, Walter Brennan, Irene Hervey             | Western                         |                |  |
| Trois Jeunes Filles à la page (Three Smart Girls)        | Henry Koster                                 | Deanna Durbin, Binnie Barnes, Ray Milland                | Film musical                    |                |  |
| Three Wise Guys                                          | George B. Seitz                              | Robert Young, Betty Furness, Bruce Cabot                 | Drame                           |                |  |
| Till We Meet Again                                       | Robert Florey                                | Herbert Marshall, Gertrude Michael, Lionel Atwill        | Drame, film de guerre           |                |  |
| Times Square Playboy                                     | William C. McGann                            | Gene Lockhart, Warren William, June Travis               | Comédie                         |                |  |
| To Mary With Love                                        | John Cromwell                                | Myrna Loy, Warner Baxter, Claire Trevor                  | Drame                           |                |  |
| Too Many Parents                                         | Robert F. McGowan                            | Frances Farmer, Lester Matthews, Anne Grey               | Comédie                         |                |  |
| La Fille du bois maudit (The Trail of the Lonesome Pine) | Henry Hathaway                               | Sylvia Sidney, Fred MacMurray, Henry Fonda               | Romance                         |                |  |
| Two in a Crowd                                           | Alfred E. Green                              | Joan Bennett, Joel McCrea, Elisha Cook Jr.               | Comédie                         |                |  |
| Under Your Spell                                         | Otto Preminger                               | Lawrence Tibbett, Wendy Barrie, Berton Churchill         | Comédie, romance, musical       |                |  |
| L'Heure mystérieuse (The Unguarded Hour)                 | Sam Wood                                     | Loretta Young, Franchot Tone, Roland Young               | Drame, policier                 |                |  |
| Le Mort qui marche (The Walking Dead)                    | Michael Curtiz                               | Boris Karloff, Ricardo Cortez, Edmund Gwenn              | Science-fiction, horreur        |                |  |
| Walking on Air                                           | Joseph Santley                               | Ann Sothern, Gene Raymond, Jessie Ralph                  | Comédie musicale                |                |  |
| Wanted: Jane Turner                                      | Edward Killy                                 | Ann Preston, Lee Tracy, John McGuire                     | Drame, policier                 |                |  |
| Bonne Blague (Wedding Present)                           | Richard Wallace                              | Cary Grant, Joan Bennett, Conrad Nagel                   | Drame                           |                |  |
| The White Angel                                          | William Dieterle                             | Kay Francis, Ian Hunter, Donald Crisp                    | Drame                           |                |  |
| Sa femme et sa secrétaire (Wife vs. Secretary)           | Clarence Brown                               | Clark Gable, Myrna Loy, Jean Harlow                      | Comédie                         |                |  |
| La Veuve de Monte-Carlo (The Widow from Monte Carlo)     | Arthur Greville Collins                      | Dolores del Río, Warren William, Colin Clive             | Comédie                         |                |  |
| Sous les ponts de New York (Winterset)                   | Alfred Santell                               | Burgess Meredith, Margo, Eduardo Ciannelli               | Drame                           |                |  |
| La Rebelle (A Woman Rebels)                              | Mark Sandrich                                | Katharine Hepburn, Herbert Marshall, Elizabeth Allan     | Drame                           |                |  |
| Yellow Cargo                                             | Crane Wilbur                                 | Conrad Hunt, Vince Barnett, Eleanor Hunt                 | Drame                           |                |  |
| Yellow Dust                                              | Wallace Fox                                  | Richard Dix, Leila Hyams, Moroni Olsen                   | Western                         |                |  |
| Les Musiciens vagabonds (Yiddle with Her Fiddle)         | Joseph Green                                 | Molly Picon, Leon Liebgold                               |                                 | En yiddish     |  |
| Yours for the Asking                                     | Alexander Hall                               | George Raft, Ida Lupino, Dolores Costello                | Comédie                         |                |  |

## Source de la traduction
- (en) Cet article est partiellement ou en totalité issu de l’article de Wikipédia en anglais intitulé « List of American films of 1936 » (voir la liste des auteurs).